# El Llano
El Llano é um município do estado de Aguascalientes, no México.